# Feng-šan (Tchaj-wan)
Feng-šan (tradiční znaky: 鳳山; tongyong pinyin: Fòngshan; hanyu pinyin: Fèngshān; tchajwansky: Hōng-soaⁿ ) je město na Tchaj-wanu, ležící v jihozápadní části stejnojmenného ostrova. Ve správním systému Čínské republiky bylo hlavním městem zaniklého okresu Kao-siung. Od roku 2010 spadá pod speciální obec Kao-siung. Rozkládá se na ploše 26,75 km² a má 338 685 obyvatel (únor 2007).
Město leží při jižním konci Národní dálnice č. 1 (中山高速公路), která vede ze severu na jih ostrova po jeho západní straně.